# 東京灣兵團
東京灣兵團（日語：とうきょうわんへいだん）為大日本帝國陸軍兵團之一。

## 沿革
於二戰末期1945年（昭和20年）4月、編成東京灣守備兵團。同年6月、東京灣兵團改編成為第12方面軍隷下部隊。本土決戰為準備在1個師團、2個旅團及東京灣要塞之指揮下預備對美軍登陸進行決戰。

## 基本情報
- 通稱號：房集團
- 編成時期：1945年6月19日
- 上級部隊：第一總軍第12方面軍
- 最終位置：千葉縣館山

## 兵團幹部
- 司令官：大場四平中將(陸士22期：1945年6月15日～終戰）
- 參謀長：水野桂三大佐(陸士30期：1945年7月1日～終戰)
- 作戰主任參謀：山内豐秋中佐

## 隷下部隊
- 兵團司令部
- 第354師團（武甲兵團）
  - 步兵第331連隊（溝口）：鈴木文夫大佐
  - 步兵第332連隊（甲府）：大澤進一大佐
  - 步兵第333連隊（佐倉）：萩野健雄中佐
  - 第354師團火箭炮隊
  - 第354師團工兵隊
  - 第354師團通信隊
  - 第354師團輜重兵中隊
  - 第354師團野戰病院
- 獨立混成第96旅團（幡兵團、東京）：惠藤第四郎少將
  - 獨立步兵第655大隊：大谷武夫少佐
  - 獨立步兵第656大隊
  - 獨立步兵第657大隊
  - 獨立步兵第658大隊
  - 獨立步兵第659大隊
  - 獨立步兵第660大隊
  - 獨立混成第96旅團工兵隊
- 獨立混成第114旅團（房兵團、長野）：簗瀬真琴少將
  - 獨立步兵第690大隊
  - 獨立步兵第691大隊
  - 獨立步兵第692大隊
  - 獨立步兵第693大隊
  - 獨立步兵第694大隊
  - 獨立步兵第695大隊
  - 獨立混成第114旅團砲兵隊
  - 獨立混成第114旅團工兵隊
  - 獨立混成第114旅團通信隊
- 東京灣要塞司令部：大場四平中將（兼任） 
  - 東京灣要塞重砲兵連隊：黒岩直一大佐
  - 東京灣要塞第1砲兵隊
  - 東京灣要塞第2砲兵隊
  - 東京灣要塞第1工兵隊
  - 東京灣要塞第2工兵隊
  - 東京灣要塞通信隊

其他直轄部隊
- 野戰重砲兵第6大隊
- 迫撃砲第6大隊
- 獨立工兵第100大隊（未編成）